# 김승용
김승용(한국 한자: 金勝龍, 1985년 3월 14일 ~ )은 대한민국의 전 축구 선수로서 포지션은 공격수였다.

## 개요
서울특별시 출생으로 부평고등학교를 졸업하였다. SBS의 개그 프로그램인 웃음을 찾는 사람들의 이상훈이 연기하였던 '리마리오'의 '더듬이춤'을 추는 골 세레모니를 하면서 '리마리용'이라는 별명이 붙었다.

## 축구인 생활

### 선수 생활
2004년 FC 서울에서 데뷔하였지만, 주전 경쟁에 밀려 출장 기회가 줄어 많은 경기를 뛰지 못하였다.
2007년 상무에 입대한 뒤엔 팀의 핵심 선수로 활약하였다.
2008년 11월 10일, 군 복무를 마치고 FC 서울에 복귀하여, 그 해 11월 30일 K-리그 플레이오프 울산 현대와의 경기에서 후반 23분 교체 투입되어 1골 1도움을 기록하는 등 2008년 FC 서울의 K-리그 준우승에 기여하였다. 2009년엔 시즌 중 이청용이 볼턴으로 이적하며 많은 출전 기회를 잡았으나 기대에 부응하는 활약은 펼쳐보이지 못하였다.
2010년 전북 현대 모터스로 이적하였으나 큰 활약을 보이지 못하고 다음 시즌 일본 J리그의 감바 오사카로 이적하였다. 이적 후 리그 초반엔 다소 부진한 모습을 보였으나 시즌 중반으로 접어들며 컨디션을 회복하여 주전으로 도약해 리그 28경기에서 4골을 기록하였다.
2011년 12월, 2011 K리그 준우승을 거두며 2012 ACL 출전권을 획득하여 전력 강화를 꾀하는 울산 현대의 부름을 받아 K리그로 복귀하였고 2012 ACL 우승에 일조하였다.
2014년 2월 2일 센트럴코스트 매리너스로 이적하였고, 2014년 12월 칭다오 하이뉴로 이적하였다.
2017 시즌을 앞두고 K리그 클래식으로 승격한 강원 FC로 이적하였다.
2018시즌이 끝나고 FA신분이 되었고, 2019년을 앞두고 인천 유나이티드로 이적했다.
2020시즌을 앞두고 홍콩 프리미어리그의 다푸 FC로 이적했고 2021년에는 리만 FC로 이적하였다.
2022년 6월 AFC 조별 예선을 마지막으로 은퇴를 선언하면서 19년 간의 현역 생활을 마무리하였다.

### 국가대표 생활
2008년 하계 올림픽에 최종 엔트리에 포함되었지만, 올림픽 직전인 2008년 7월 27일 코트디부아르와의 친선경기에서 갈비뼈 부상을 당하여 대회 출전이 무산될 위기에 놓였다. 하지만 집중 치료로 8월 1일 부상에서 회복하여 올림픽에 참가하였지만, 몸이 완전한 상태로 회복되지 못하여 예선 3차전 온두라스전에 전반 37분을 뛰는 데 그쳤다.

## 그 외
김승용은 세레모니로 주로 리마리오의 '더듬이춤'을 추어 '리마리용'이라는 별명을 얻었지만, '더듬이춤' 이외에도 박명수의 '거성체조', 원더걸스의 '텔미댄스' 등의 참신한 골 세리머니로 축구팬들에게 웃음을 선사하였고, 본인은 이러한 골 세리머니 아이디어의 원천은 개그 프로그램이라고 밝혔다.
또한 그는 FC 서울 선수로 활약하던 시절 FC 서울에서 뛰어 행복하며 오래도록 뛰고 싶다는 입장을 자주 밝히기도 하였다.

## 경력

### 선수 경력
- 2004년 ~ 2009년  FC 서울
- 2007년 ~ 2008년  광주 상무 불사조 (군복무)
- 2010년  전북 현대 모터스
- 2011년  감바 오사카
- 2012년 ~ 2013년  울산 현대
- 2014년 ~ 2014년  센트럴코스트 매리너스
- 2015년  칭다오 하이뉴
- 2016년  부리람 유나이티드
- 2016년  수판부리 FC (임대)
- 2017년 ~ 2018년  강원 FC
- 2019년  인천 유나이티드 FC
- 2020년  다푸 FC
- 2021년 ~ 2022년  리만 FC

## 수상
- 2003년 대통령배 어시스트상 수상